# Tillandsia copalaensis
Tillandsia copalaensis là một loài thuộc chi Tillandsia. Đây là loài đặc hữu của México.